# Білчанські рови

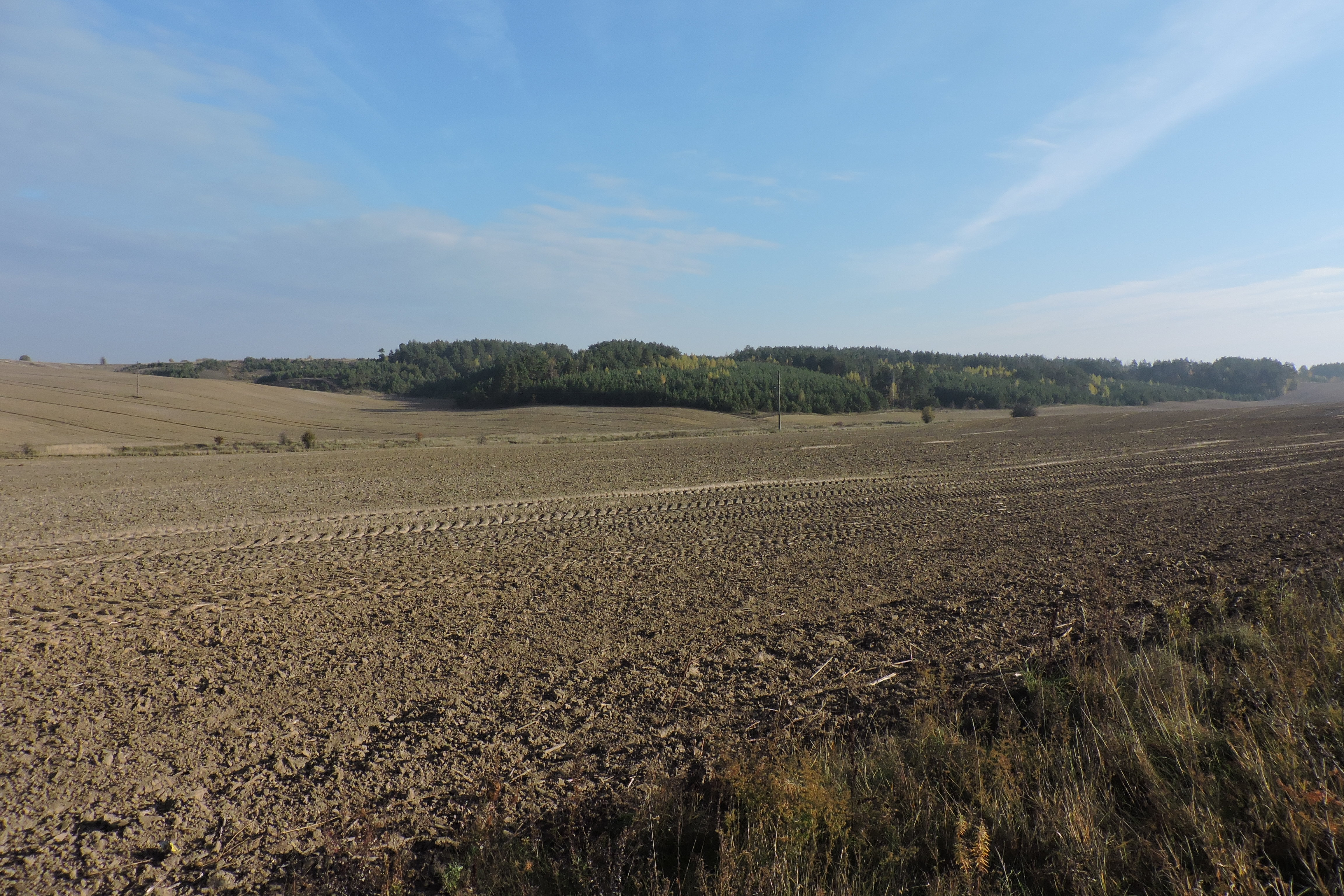

Білчанські рови —  ландшафтний заказник місцевого значення, що розташовано на території Словечанській сільській громаді Овруцького району Житомирської області, біля села Білка.
Площа пам'ятки природи становить 709,9 га. Статус охоронної території присвоєно 2021 року згідно з рішенням 5 сесії 8 скликання Житомирської обласної ради від 29.07.2021 року №220.
Пам'ятка природи розташована у Рокитнянському лісництві, ДП «Словечанський лісгосп АПК»  комунального агролісогосподарського підприємства «Житомироблагроліс»  Житомирської  обласної ради у кварталах 1,33,34,36,40,41,44,49,50,51. Територія заказника розташована на рівнинній території Поліській низовини, на окраїні Українського кристалічного щита, складеного з різних гірських порід – гранітів, гнейсів. Клімат помірно-континентальний з середньорічною температурою повітря 5,9о С та річною кількістю опадів 580 мм.  Білчанські рови розташовано в долині річки Білка — лівій притоці Норині. 
Статус природоохоронної території присвоєно для збереження унікальних природних комплексів мішаних лісів Українського Полісся, а саме рідкісних видів  рослин, що занесені у Червону книгу України:  любка дволиста, коручка морозниковидна, та тварин, які охороняються за Бернською конвенцією: лось, рись, чорний лелека та глушець.